# Johanna Lindemann
Johanna Lindemann (* 1974 in Lauterbach, Hessen) ist eine deutschsprachige Autorin von Kinderbüchern.

## Leben & Werk
Johanna Lindemann wuchs in Osterburken, einer Kleinstadt in Nordbaden, auf. Sie studierte Gesellschafts- und Wirtschaftskommunikation an der Universität der Künste in Berlin. Von 1998 bis 2020 arbeitete sie als Werbetexterin und Konzepterin.
2003 gründete sie mit sechs Freunden die Restrealitaet, die zeitweilig Berlins größtes Internetforum für elektronisches Nachtleben und Subkultur war. Von 2003 bis 2018 war sie unter dem Usernamen „Frollein Rottenmaier“ Administrator, Geschäftsführerin und „Freundliche Diktatorin“ der Restrealitaet.
Ihr erstes Kinderbuch „Das Regenmädchen“ veröffentlichte Johanna Lindemann 2013. Seitdem folgten weitere Buchveröffentlichungen mit unterschiedlichen Verlagen. Das Bilderbuch „Die schönste Laterne der Welt“ (2019, illustriert von Stephan Pricken) befindet sich in der sechsten Auflage, „Die Prinzessin von Bestimm“ (2018, illustriert von Astrid Henn) ist in der dritten Auflage und in Thailändisch, Taiwanesisch und Rumänisch übersetzt. Auch die „Die gestohlene Weihnachtsgans“ (illustriert von Andrea Stegmaier) ist in der dritten Auflage und 2023 in Englisch und Dänisch übersetzt.
2023 erschienen Band 1 + 2 der Kinderkrimireihe "Die Hochhausdetektive". Der erste Band steht auf der Longlist des erstmals 2025 verliehenen Kinderliteraturpreises der Schriftstellerin Ulla Hahn. Zudem ist Band 1 auf der „Leseband“-Empfehlungsliste für Grundschulen in Bremen, Schleswig-Holstein und Mecklenburg-Vorpommern aufgeführt.
Das 2024 im Carlsen Verlag erschienene Bilderbuch "Abgeholt!", illustriert von Mareike Ammersken, wurde für den Huckepack-Bilderbuchpreis 2025 nominiert, der von der Phantastischen Bibliothek Wetzlar und dem Bremer Institut für Bilderbuchforschung vergeben wird.
Johanna Lindemann hält regelmäßig Lesungen in Kitas, Schulen und auf Kultur-Festivals. Sie ist Mitglied bei den Berliner Spreeautoren, einem Netzwerk professioneller Autoren und Illustratoren aus dem Bereich der Kinder- und Jugendbücher sowie den Bremer Weserautoren.
Johanna Lindemann lebt mit ihrer Familie bei Bremen und arbeitet in Berlin.

## Auszeichnungen
- 2025 Longlist Ulla-Hahn-Kinderliterarturpreis 2025 mit „Die Hochhaus-Detektive“
- 2025 Nominiert für den Huckepack-Preis mit „Abgeholt!“
- 2021: Sonderstipendium Initial der Akademie der Künste Berlin für „Die Hochhaus-Detektive“
- 2013/14: Nürnberger Autorenstipendium (als Johanna Rottenmaier)

## Werke
- Die Dino-Detektive – Illustriert von Maïté Schmitt. Annette Betz, 2025.
- Esel, Hund, Katze, Hahn – Sammelband. Schünemann, 2024.
- Aylin, Leon und die Rabenmagie – Illustrationen von Stefanie Klaßen. Carlsen, 2024.
- Abgeholt! – Illustrationen von Mareike Ammersken. Carlsen, 2024.
- Die Hochhaus-Detektive, Band 2: „Achtung, Handyfalle!“ – Illustrationen von Elli Bruder. EMF Verlag, September 2023.
- Die Hochhaus-Detektive – Illustrationen von Elli Bruder. EMF Verlag, April 2023.
- Die gestohlene Weihnachtsgans – Illustrationen von Andrea Stegmaier. Annette Betz, 2021.
- Hast du das wirklich erlebt? - Kinder fragen Autor*innen – Herausgeber Rike Reiniger und Friedrich-Bödecker Kreis Berlin. Klak Verlag, 2020.
- Die schönste Laterne der Welt – Illustrationen von Stephan Pricken. Annette Betz, 2019.
- Die Prinzessin von Bestimm – Illustrationen von Astrid Henn. Annette Betz, 2018
- Die Pinguine finden ihr Glück – Illustrationen von Lucie Göpfert. Pattloch, 2015
- Das Regenmädchen – Illustrationen von Lucie Göpfert. Pattloch, 2013.